# Heptafluorpropyl-1,2,2,2-tetrafluorethylether
Heptafluorpropyl-1,2,2,2-tetrafluorethylether ist eine chemische Verbindung aus der Gruppe der per- und polyfluorierten Alkylverbindungen (PFAS).

## Vorkommen
Heptafluorpropyl-1,2,2,2-tetrafluorethylether entsteht durch Decarboxylierung von HFPO-DA.

## Eigenschaften
Heptafluorpropyl-1,2,2,2-tetrafluorethylether ist eine farblose Flüssigkeit, die praktisch unlöslich in Wasser ist.

## Verwendung
Heptafluorpropyl-1,2,2,2-tetrafluorethylether wird als Kältemittel verwendet.